# Anna Silvander
Anna Silvander, född 22 juni 1993, är en svensk friidrottare (lång sprint/medeldistanslöpare) som sedan 2019 tävlar för Hässelby SK. Tidigare klubbar: Danderyds SK (fram till 2013) och IFK Lidingö Friidrott (2013–2019).

## Karriär
Silvander började förhållandevis sent med en satsning inom friidrotten efter att ha hållit på med fotboll. Hon klättrade dock snabbt på statistiklistorna och tillhör sverigeeliten i löpgrenarna 400, 800 och 1 500 meter. Hon har vid flera tillfällen tävlat för landslaget, främst på 800 meter.
Anna Silvander fick sitt stora genombrott under inomhussäsongen 2014. Vid inomhustävlingen Raka Spåret i Sätrahallen, Stockholm, förbättrade Silvander den 1 februari 2014 sitt personliga inomhusrekord på 800 meter till 2.09,77, för första gången under 2.10. Den 8 februari gjorde hon i finska Tammerfors debut i seniorlandslaget i samband med Nordenkampen där hon vann 800-metersloppet och förbättrade rekordet ytterligare, till 2.07,56. En vecka senare, den 16 februari, vann hon som favorit 1 500 meter i K22-klassen vid junior-SM. Påföljande helg deltog Silvander på 800 meter vid SM för seniorer och tog då silver på tiden 2.07,79, knappt slagen av Linn Nilsson.
2015 deltog Silvander i början av mars på 800 meter vid inomhus-EM i Prag där hon tog sig vidare från försöken men slogs ut i semifinalen. I juli samma år tävlade hon vid U23-EM i Tallinn och där tog hon sig vidare till final där hon med ett nytt personrekord, 2.02,53, tog sig in på en femteplats.
Vid Europamästerskapen i Amsterdam år 2016 deltog Silvander på 800 meter. Hon gick vidare från försöken men blev utslagen i semifinalen med tiden 2.03,37.

## Personliga rekord
| Utomhus - 100 meter – 13,49 (Kalmar 11 juli 2012) - 200 meter – 27,42 (Danderyd 13 maj 2012) - 400 meter – 54,81 (Sundsvall 1 juli 2015) - 800 meter – 2.02,53 (Tallinn, Estland 11 juli 2015) - 1 000 meter – 2.37,78 (Göteborg 15 juli 2016) - 1 500 meter – 4.11,23 (Ninove, Belgien 26 juli 2018) | Inomhus - 400 meter – 56,18 (Sätra 7 februari 2015) - 800 meter – 2.02,54 (Boston, Massachusetts, USA 27 januari 2017) - 1 500 meter – 4.11,01 (Glasgow, Storbritannien 1 mars 2019) |